# İbrahim Çelikkol
İbrahim Çelikkol (ur. 14 lutego 1982 w İzmicie) – turecki aktor, były zawodnik koszykówki reprezentacji Turcji do lat 20 i model.

## Życiorys
Jego rodzina ze strony matki pochodzi z Pomaków, którzy wyemigrowali z Salonik w Grecji. Jego rodzina ze strony ojca jest pochodzenia arabskiego. Jego ojciec był oficerem marynarki wojennej, a matka kierowała tam biurem. Jego rodzina to głównie sportowcy i muzycy. Jego ojciec, który wcześniej był piłkarzem, zmarł w wieku 50 lat na zawał mięśnia sercowego. İbrahim Çelikkol pasjonował się koszykówką, grał w lidze, był nawet reprezentantem Turcji w grupie młodzików. 
Po śmierci ojca przeprowadził się do Stambułu, gdzie rozpoczął studia na wydziale ekonomii. Wkrótce jednak porzucił naukę. Przez osiem lat pracował jako zawodowy model. Był na okładkach „Elle”, „Cosmopolitan” i „Men’s Health”. Kiedy poznał Osmana Sınava, tureckiego producenta filmowego, zaangażował się w aktorstwo. Debiutował w roli „superintendenta Şamila Baturay” w serialu Pars: Narkoterör (2007). Za rolę Ulubatlı Hasan w wysokobudżetowym dramacie historycznym Fetih 1453 (2011), który miał premierę 16 lutego 2012, otrzymał nagrodę Sadri Alisik Cinema Award dla obiecującego aktora kinowego. Później wystąpił w kolejnych serialach telewizyjnych, w tym Nie oglądaj się (Merhamet, 2013–2014) jako Fırat Kazan, Cena namiętności (Siyah Beyaz Aşk, 2017–2018) jako Ferhat Aslan i Miłość i przeznaczenie (Doğduğun Ev Kaderindir, 2019–2021) jako Mehdi Karaca. 
25 maja 2017 poślubił Mihre Mutlu, z którą ma syna Alego (ur. 2019).